# Brunbröstad munia
Brunbröstad munia (Lonchura castaneothorax) är en fågel i familjen astrilder inom ordningen tättingar. ¨

## Utseende och läte
Brunbröstad munia är en liten brunaktig fågel med svart ansikte, grå hjässa och varmbrunt på bröstet, åtskilt från den vita buken med ett tydligt svart band. Ungfågeln är helt enfärgat brunaktig. Lätet är ett distinkt klockliknande "tink".

## Utbredning och systematik
Brunbröstad munia delas in i fem underarter:
- L. c. uropygialis – nordvästra Nya Guinea (Geelvink Bay)
- L. c. sharpii – Nya Guinea (Astrolabe Bay, Humboldt Bay och övre Watut River)
- L. c. boschmai – Västpapua (Wisselsjöarna)
- L. c. ramsayi – sydöstra Nya Guinea och D'Entrecasteaux-öarna
- L. c. castaneothorax – norra och östra Australien (King Sound, Western Australia till södra kusten av New South Wales)

## Levnadssätt
Brunbröstad munia hittas i högväxt gräs, vanligen intill våt- och sumpmarker. Den ses ofta i rätt stora flockar.

## Status
Arten har ett stort utbredningsområde och beståndet anses stabilt. Internationella naturvårdsunionen IUCN listar den därför som livskraftig (LC).

## Bilder

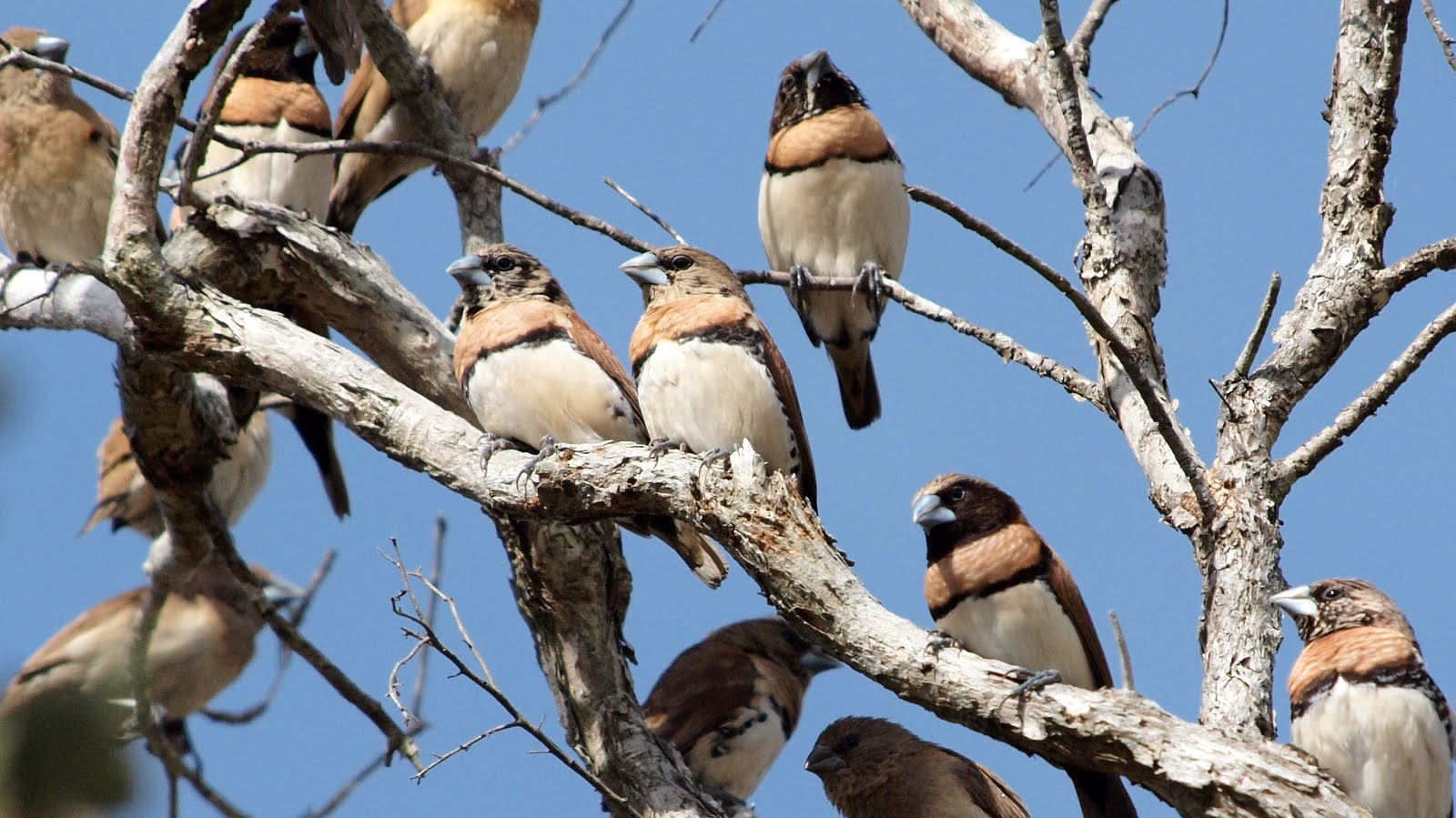